# Ateliers Henri Chapron
Ateliers Henri Chapron war ein französischer Karosseriehersteller, der in Levallois-Perret bei Paris ansässig war. Das Unternehmen wurde 1919 von Henri Chapron (* 30. Dezember 1886 in Nouan-le-Fuzelier; † 14. Mai 1978 in Paris) gegründet. In der Zeit vor dem Zweiten Weltkrieg war Chapron bevorzugter Karosserielieferant für Delage und Delahaye; in der Nachkriegszeit erlangte das Unternehmen Berühmtheit vor allem durch seine Sonderaufbauten für die Citroën DS, zu denen diverse Cabriolets gehören. In seinem Wappen führte das Unternehmen einen stilisierten Kapaun. Von 1920 bis 1985 fertigte Chapron mehr als 10.000 Fahrzeugaufbauten.

## Unternehmensgeschichte

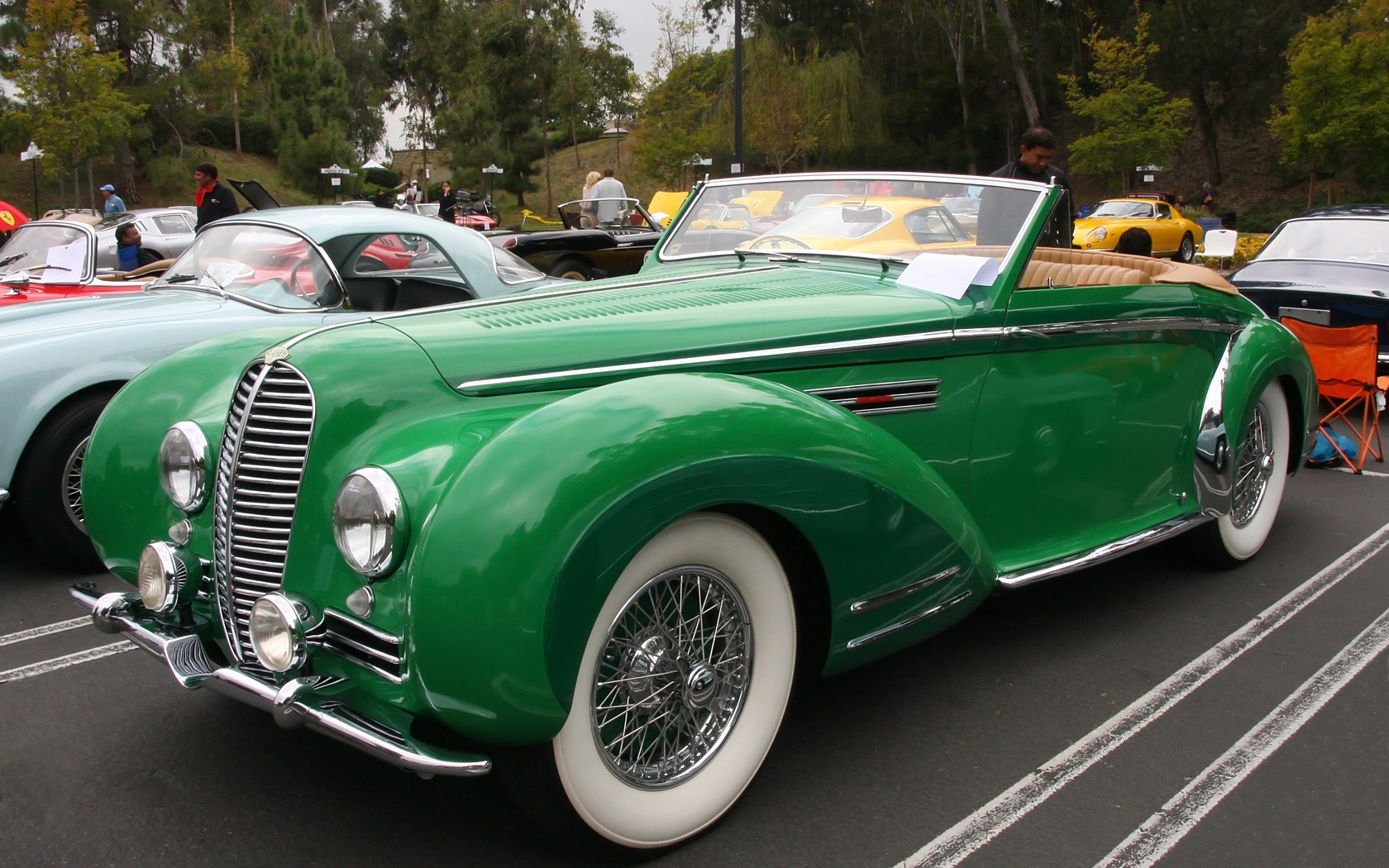
Delahaye Type 135 MS mit Chapron-Karosserie (1947)

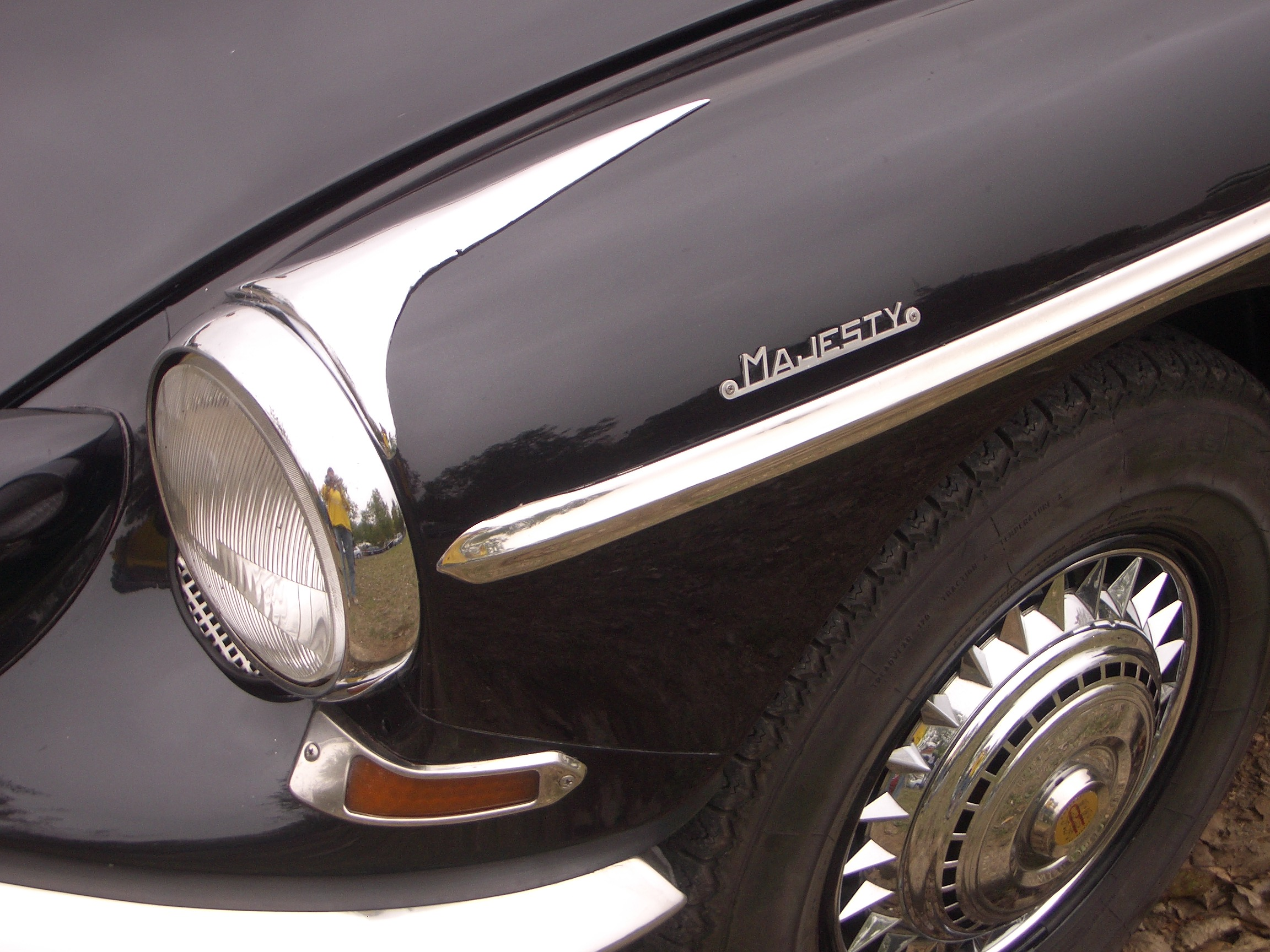
Majesty: Chapron-Umbau eines Citroën DS

Im März 1919 gründete Henri Chapron das Unternehmen Ateliers Henri Chapron, das im Herbst 1920 den Geschäftsbetrieb aufnahm. Es war anfänglich in dem Pariser Vorort Neuilly-sur-Seine ansässig; 1923 verlegte Chapron den Sitz ins benachbarte Levallois-Perret, wo das Unternehmen größere, von Gustave Eiffel konstruierte Hallen bezog. In den ersten Jahren beschäftigte sich das Unternehmen damit, Militärfahrzeuge aus dem Ersten Weltkrieg mit Karosserien zu versehen, die eine zivile Nutzung ermöglichten. Ab 1923 karossierte Chapron gebrauchte und neue Chassis vom Typ Ford Model T mit standardisierten Coupé- und Torpedo-Aufbauten. Wenig später begann Chapron mit der Fertigung von Aufbauten für Delage. 1927 war das Unternehmen so stark gewachsen, dass es 340 Beschäftigte hatte und drei Fahrzeuge pro Tag auslieferte. Infolge der Weltwirtschaftskrise sank die Zahl der Beschäftigten zu Beginn der 1930er Jahre um etwa die Hälfte, wuchs aber in den folgenden Jahren wieder auf das bisherige Niveau. Dazu trug auch eine geschäftliche Präsenz in Großbritannien bei, die über den Londoner Delage-Importeur sichergestellt wurde. 1935 schloss Chapron einen Vertrag mit Delahaye, der die Existenz seines Unternehmens mittelfristig sicherte: Delahaye bot künftig die bei Chapron gefertigten, weitgehend standardisierten Karosserien als Werksaufbauten an. Insbesondere Chaprons Karosserien für den Delahaye Type 135 erwiesen sich als Erfolg. Neben den Kleinserienaufbauten fertigte Chapron weiterhin auf Kundenwunsch einzelne individuelle Karosserien. Der Schwerpunkt lag auch hier auf Chassis französischer Hersteller.
Im Zweiten Weltkrieg stellte Chapron die Fertigung von Karosserien komplett ein. Unmittelbar nach Kriegsbeginn ließ Chapron zahlreiche nicht vollständig fertigstellte Fahrzeuge sowie Blechteile und Werkzeuge in seinen Geburtsort in der zentralfranzösischen Region Sologne überführen, wo sie für die nächsten Jahre in verschiedenen Kellern versteckt wurden.
Nach Kriegsende nahm Chapron die Produktion in den alten Werksanlagen wieder auf. Dabei hatte das Unternehmen ebenso wie seine Konkurrenten mit sich ändernden Verhältnissen zu kämpfen. Hierzu gehörte unter anderem die wirtschaftliche Schwäche Frankreichs in den frühen Nachkriegsjahren, aufgrund derer die Nachfrage nach exklusiven Luxusfahrzeugen sehr begrenzt war. Zwar fertigte Chapron nach wie vor Coupé- und Cabrioletkarosserien für Delage und Delahaye; der Umfang der Vorkriegsproduktion wurde indes nicht mehr erreicht. Delage und Delahaye stellten die Automobilproduktion 1953 bzw. 1957 komplett ein; eine Verbindung zu Hotchkiss bzw. Grégoire Sport war ebenfalls nicht von Dauer. Der im Laufe der 1950er Jahre vollzogene Wechsel der Automobilhersteller zu selbsttragenden Karosserien erschwerte Chapron zusätzlich die Arbeit, da sie individuellen Aufbauten enge Grenzen setzten. Wie Letourneur et Marchand wandte sich Chapron in dieser Zeit vor allem der Fertigung spezieller Ausführungen der Renault Frégate zu; hinzu kamen zahlreiche Einzelaufträge in- und ausländischer Kundschaft.
Erst mit der Markteinführung der Citroën DS ergab sich für Chapron wieder eine sichere Auftragslage. Chapron fertigte einerseits von 1960 bis 1972 im Werksauftrag eine standardisierte Cabriolet-Version der „Déesse“, die über Citroën-Händler vertrieben wurde. Daneben entstanden zahlreiche eigenständige Karosserieversionen, zu denen zwei- und viersitzige Cabriolets und Coupés sowie viertürige Limousinen gehörten. Durch die Herstellung von DS-Abwandlungen konnte Chapron bis 1970 Gewinne erwirtschaften. Mit dem Auslaufen der DS-Fertigung zu Beginn der 1970er Jahre brach auch bei Chapron die Produktion ein. Zeitgleich zog sich der inzwischen 86-jährige Henri Chapron aus dem Unternehmen zurück. 1972 übernahm seine zweite Ehefrau Françoise die Leitung des Betriebes. Es gelang ihr nicht, die „Déesse“-Versionen in wirtschaftlich belastbarer Weise zu ersetzen. Zwar fertigte Chapron einige Cabriolet- und Limousinenversionen des neuen Citroën SM; ungeachtet des Umstandes, dass sie einiges Aufsehen erregten, blieben sie aber Einzelstücke. Nach dem Tod Henri Chaprons 1978 fertigte das Unternehmen noch einige offene oder verlängerte Versionen des Citroën CX und des Peugeot 604. Der Schwerpunkt lag allerdings inzwischen auf der Reparatur von Klassikern, auf der Panzerung von Serienfahrzeugen und auf der Installation höherwertiger Innenausstattungen. Damit ließ sich das Unternehmen nicht auf Dauer halten. 1985 wurden die Ateliers Henri Chapron infolge einer Insolvenz aufgelöst.

## Der Stil Chaprons
Henri Chapron selbst gestaltete nur wenige der Karosserien seines Unternehmens. Seit den späten 1920er Jahren war Marcel Devarenne Chaprons Designer. In der frühen Nachkriegszeit gestaltete in erster Linie Carlo Delaisse die Chapron-Karosserien, der zuvor Chefdesigner bei Letourneur et Marchand gewesen war. In der Vorkriegszeit galten Chaprons Entwürfe als elegant und zurückhaltend; sie hoben sich von den zu dieser Zeit ausladenden, barocken Formen der Konkurrenzbetriebe Saoutchik und Figoni & Falaschi ab; zudem galt die handwerkliche Ausführung als hochwertig. Chapron konkurrierte in stilistischer Hinsicht mit Vanvooren und A. Guilloré. Diese Werke hatten einen vergleichbaren Kundenkreis, hatten aber geringere Produktionskapazitäten als Chapron. Der in Cannes ansässige Carrossier Brandone imitierte bei einigen seiner Aufbauten, die für die Kundschaft der Côte d’Azur bestimmt waren, die Linien Chaprons.

## Modellgeschichte

### Delage

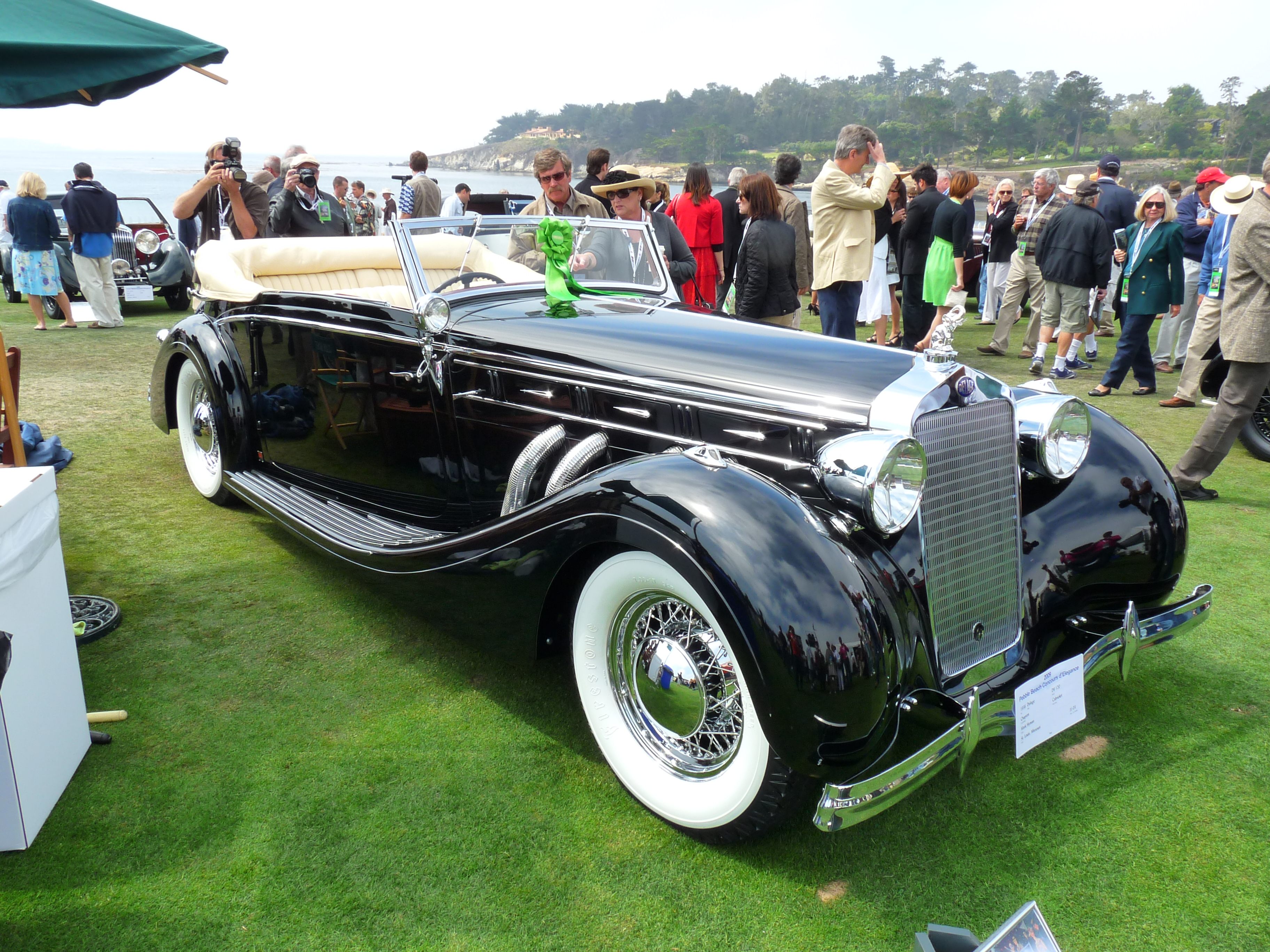
Delage Type D.8 Cabriolet Chapron-Karosserie (1936)

Seit 1923 stellte Chapron Karosserien für Delage her, einen französischen Hersteller von Oberklasseautomobilen. Von besonderer Bedeutung war insbesondere der 1929 vorgestellte Delage Type D.8. Chapron entwarf bis in die späten 1930er Jahre hinein diverse Cabriolets, Coupés und Limousinen, die jedenfalls zeitweise offiziell über die Delage-Händler vertrieben wurden. In den frühen 1930er Jahren war Chapron bei vielen Entwürfen bemüht, die Motorhaube optisch zu strecken, um so den Eindruck besonderer Sportlichkeit zu erwecken. Zu diesem Zweck waren an den Seiten der Motorhauben auffällige Entlüftungsöffnungen vorgesehen, die teilweise bis zum vorderen Anschlag der Türen reichten. Auf mehreren Ausstellungen erhielten Chaprons Aufbauten für den D8 Auszeichnungen.
Neben der schwerpunktmäßigen Einkleidung von Delage- und Delahaye-Chassis entstanden bei Chapron in den 1930er Jahren auch einzelne Aufbauten für Talbot, Hotchkiss und Hispano-Suiza. 1934 fertigte er erstmals eine Staatskarosse für den französischen Präsidenten Albert Lebrun.

### Grégoire Sport

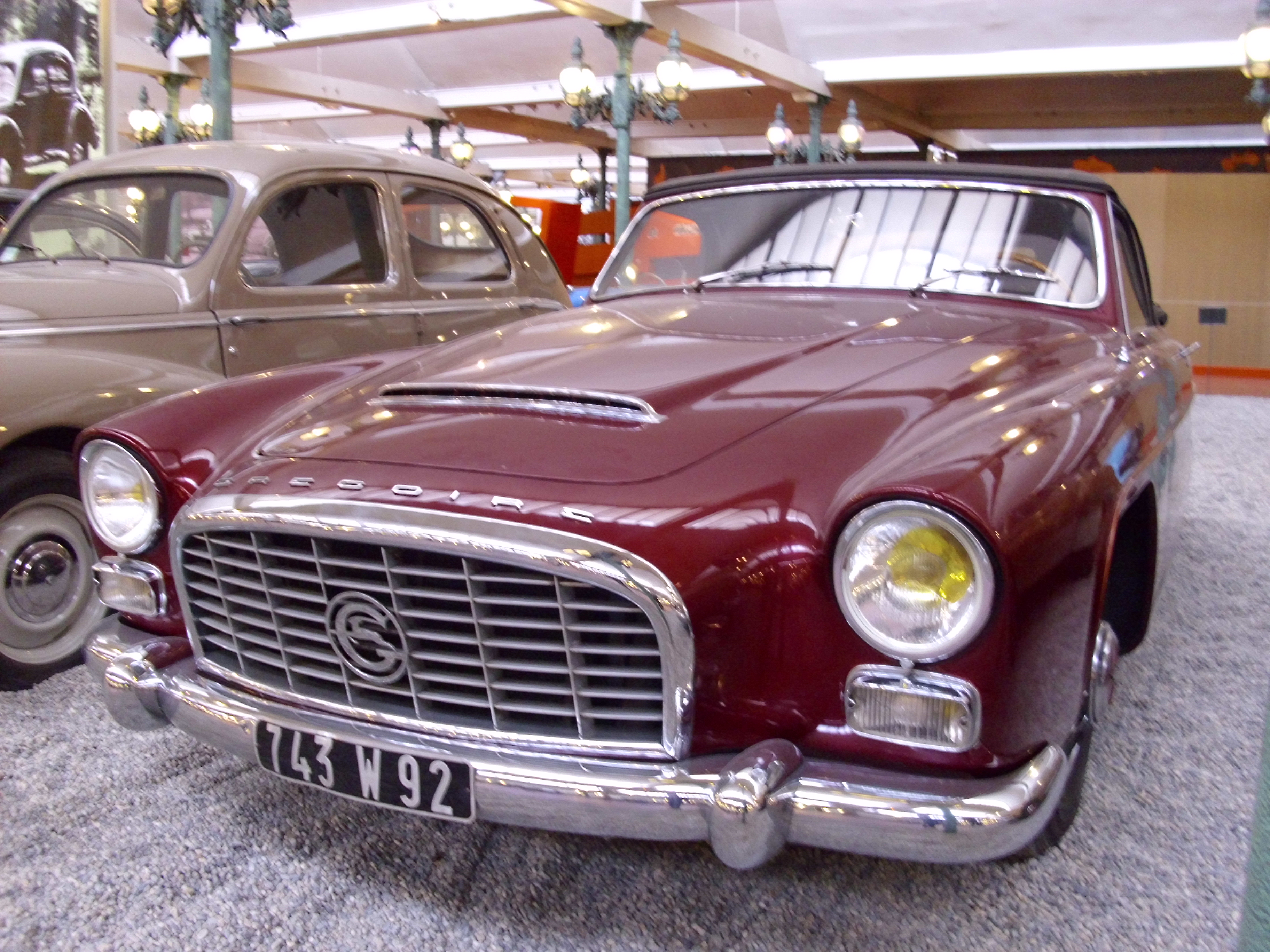
Grégoire Sport

Zwischen 1956 und 1962 fertigte das Unternehmen einige Karosserien für den Grégoire Sport.
Der Grégoire Sport war ein technisch ambitioniertes Frontantriebsprojekt des französischen Ingenieurs Jean-Albert Grégoire, das auf eine Konstruktion aus dem Jahr 1947 zurückging (Grégoire R). Eine Serienversion wurde ab 1949 von Hotchkiss unter der Bezeichnung Hotchkiss-Grégoire vermarktet. Der Grégoire Sport war eine Weiterentwicklung dieses Modells, die Jean-Albert Grégoire unter eigenem Namen vertrieb. Die Karosserie für den Grégoire Sport entwarf Chaprons Designer Carlo Delaisse. Bedingt durch den weit vorn positionierten Motor hatte das Fahrzeug einen für die damalige Zeit ungewöhnlich langen vorderen Überhang, den Dalaisse durch einen großen Kühlergrill zu kaschieren versuchte. Der erste Prototyp entstand im Januar 1956; er war für eine Automobilausstellung in Detroit vorgesehen. Vor der Verschiffung in die USA wurde der Prototyp bei einem schweren Unfall auf einer öffentlichen Straße in Frankreich erheblich beschädigt. Chapron gelang es, die Karosserie innerhalb von drei Wochen rechtzeitig für die Ausstellung neu aufzubauen.
Der sehr teure Grégoire Sport war kein wirtschaftlicher Erfolg. In den nächsten Jahren entstanden nur wenige Exemplare. Einige Quellen gehen von insgesamt fünf Fahrzeugen aus – vier Cabriolets und ein Coupé –, andere nehmen eine Produktion von 10 bis 15 Autos an.

### Sonderaufbauten für die Citroën DS

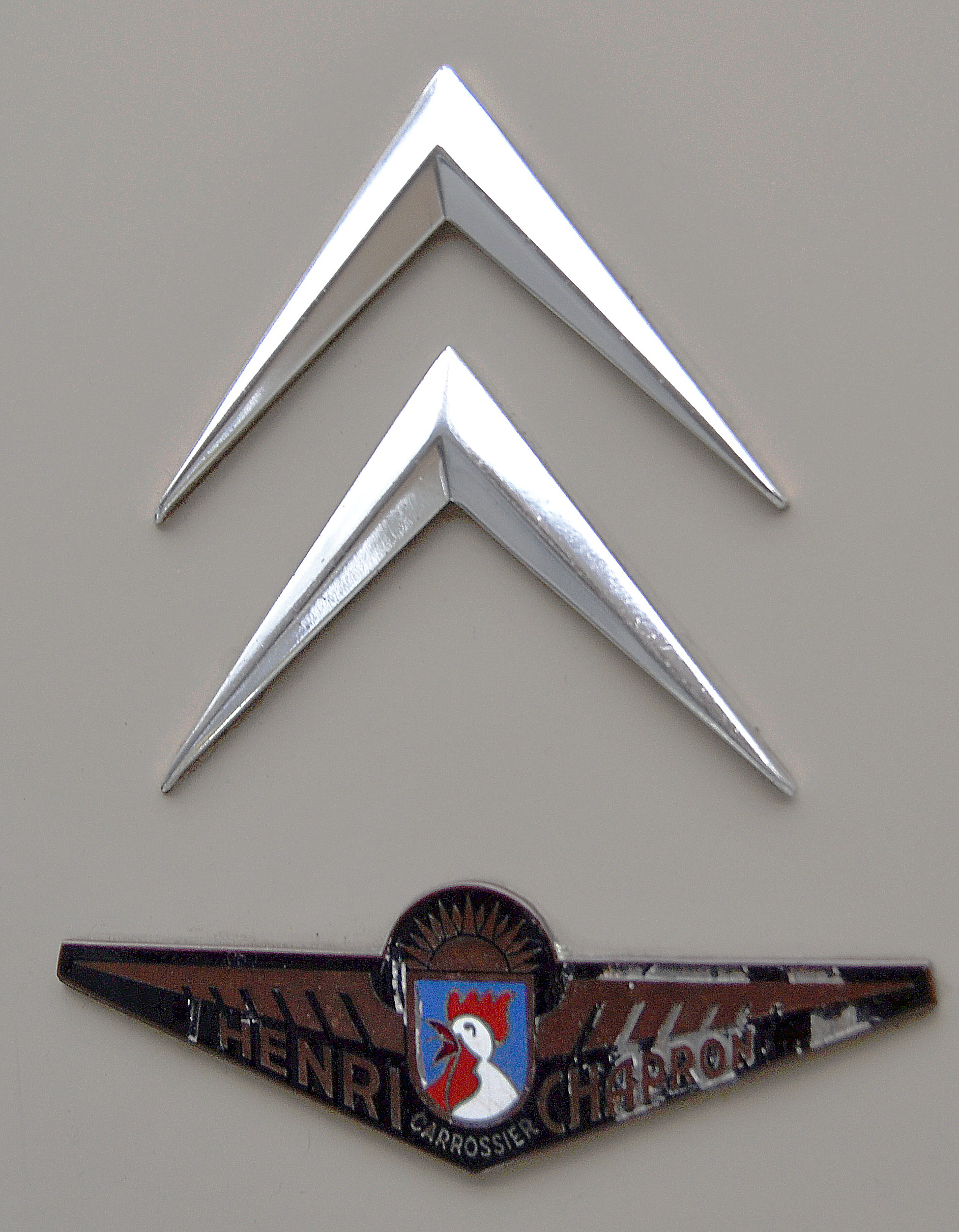
Citroën und Chapron

Nach dem Krieg entstand eine enge Zusammenarbeit mit Citroën. Auf der Basis der 1955 erschienenen, aus damaliger Sicht revolutionären Citroën DS (Déesse) entwickelte und stellte Chapron ab 1958 Cabrioletversionen her, die zunächst ausschließlich unter eigenem Namen vertrieben wurden. Im Laufe der Zeit kamen unterschiedliche Coupéversionen und individuelle Limousinen auf DS-Basis hinzu. Ab 1961 schließlich fertige Chapron im Auftrag Citroëns auch die sogenannten Werkcabriolets (Cabriolets Usines), die über das Händlernetz Citroëns vertrieben wurden und sich von Chaprons eigenen Cabriolets in zahlreichen Details unterschieden. In allen Fällen gehen die Formen der Umbauten auf Carlo Delaisse zurück. Die Werkscabriolets waren standardisiert und folgten technisch und stilistisch den jeweiligen Serienversionen der DS-Limousine. Chaprons eigene Cabriolets hingegen waren im Bereich der Fahrgastzelle und der Heckpartie individuell gestaltet und berücksichtigten – wenn auch in Grenzen – Kundenwünsche. Die Cabriolets Usines erreichten deutlich größere Stückzahlen als Chaprons eigene Modelle; etwa 110 Chapron-Cabriolets stehen mehr als 1300 Cabriolets Usines gegenüber.

#### Cabriolet Usine

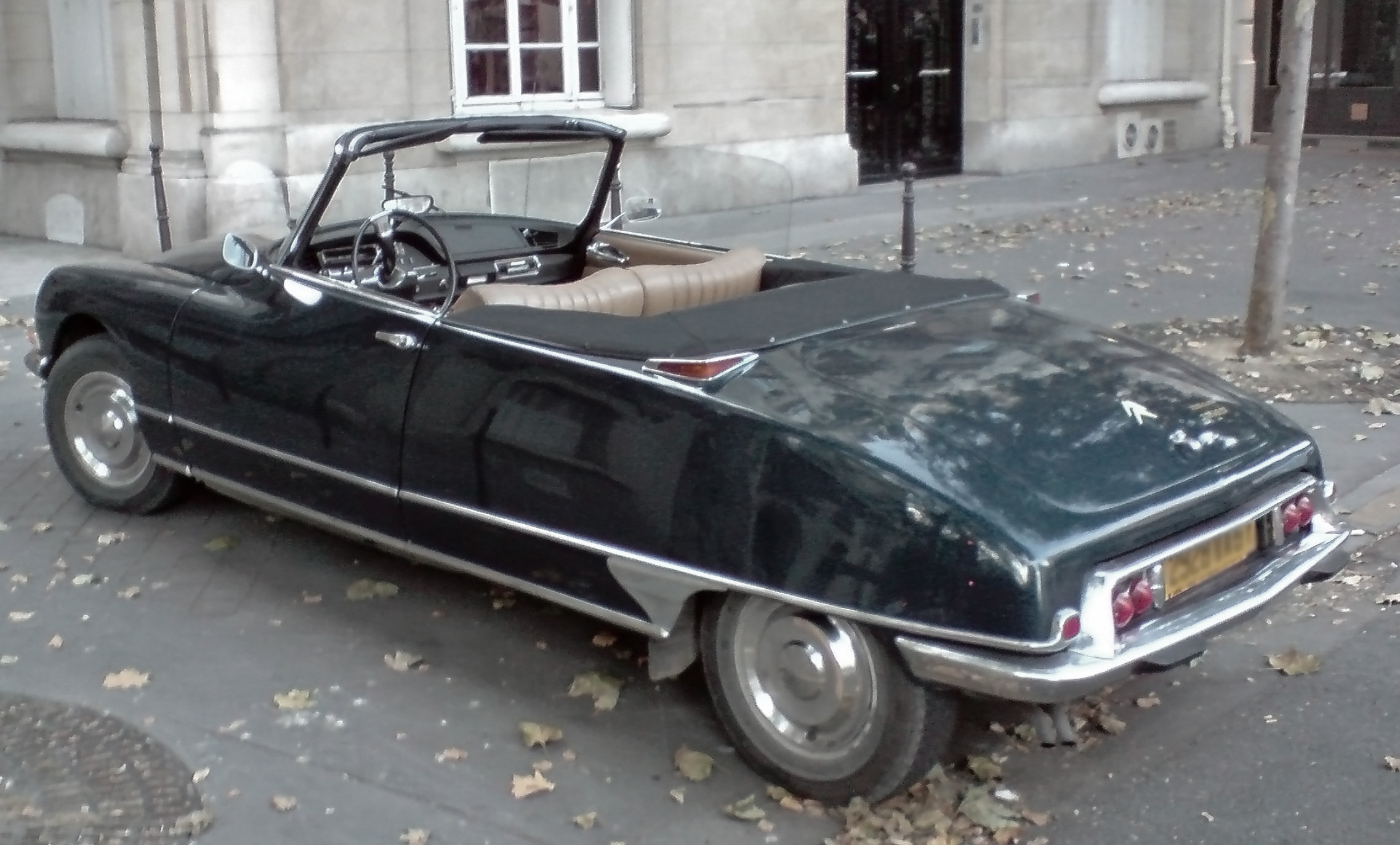
Ein spätes Cabriolet Usine

1961 begann die offizielle Zusammenarbeit mit Citroën. Chapron entwickelte auf der Grundlage eines Entwurfs des DS-Designers Flaminio Bertoni eine zweitürige Cabriolet-Karosserie, die über das Citroën-Händlernetz vertrieben wurde. Bis 1971 wurden von diesem Typ 1365 Exemplare hergestellt.
Die Werkscabriolets nutzten eine von Citroën gelieferte DS-Plattform, die die gesamte Mechanik, die vorderen Kotflügel, die Windschutzscheibe und die Räder umfasste. Chapron verwendete das ungekürzte Chassis, verstärkte aber diverse Elemente im Bodenbereich. Die Türen der serienmäßigen Limousine wurden um 18 cm verlängert; die hinteren Kotflügel fertigte Chapron neu an. Die Werkscabriolets übernahmen – anders als die von Chapron selbst vermarkteten eigenen Cabriolets – die Windschutzscheibe des Serienmodells in unveränderter Höhe.

#### Chapron-Cabriolets
Neben den Werkscabriolets, die sich im Laufe der Jahre wenig veränderten, produzierte Chapron weiter eigene Cabriolets auf DS-Basis, die eigenständig gestaltet waren und sich sowohl im Dachaufbau als auch in der Heckpartie vom Werkscabriolet unterschieden. Anders als bei den Werkscabriolets verwendete Chapron für seine eigenen Modelle üblicherweise eine um sechs Zentimeter niedrigere Windschutzscheibe; bei einigen Exemplaren wurde allerdings auf Kundenwunsch auch die serienmäßige hohe Frontscheibe verwendet. Bis 1964 ließ Chapron eigens Scheiben für seine Modelle herstellen, danach wurden die serienmäßigen Windschutzscheiben durch einfaches Abschneiden verkürzt. Bei diesem Prozess nahm etwa ein Viertel der Scheiben irreparablen Schaden. Zwischen 1958 und 1970 entstanden in fünf Serien etwa 120 reine Chapron-Cabriolets, die in verschiedenen Ausführungen lieferbar waren:

##### La Croisette

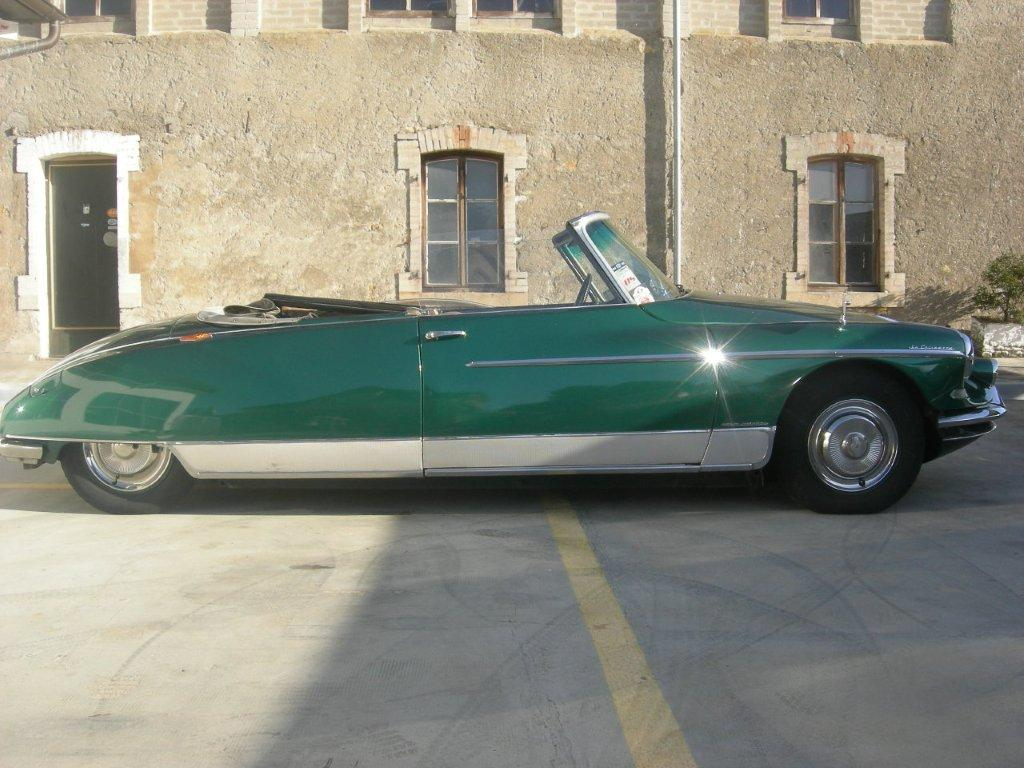
Citroën DS Cabriolet La Croisette von Chapron mit einteiligem hinterem Kotflügel (1961)

La Croisette war ein viersitziges Cabriolet, das von 1958 bis 1962 produziert wurde. Die Modellbezeichnung bezog sich auf die Promenade de la Croisette im südfranzösischen Cannes.
Die Croisette war das erste DS-Cabriolet von Chapron. Es wurde erstmals auf dem Pariser Autosalon im Oktober 1958 vorgestellt. Die vorderen Türen waren leicht verlängert, die verkürzten hinteren Türen waren zugeschweißt. Bei den ersten Exemplaren war der Spalt zwischen den (verschlossenen) hinteren Türen und dem Kotflügel deutlich zu sehen; ab 1959 war dieser mit einem vertikalen Chromstreifen abgedeckt. Auf diese Weise war sichergestellt, dass die hinteren Kotflügel im Falle eines Reifenwechsels weiterhin abgenommen werden konnten. Erst ab 1960 war der hintere Kotflügel einteilig und ohne Fuge. Chapron übernahm hier ein Gestaltungsmerkmal, das er kurz zuvor für das Werkscabriolet eingeführt hatte. Der Reifenwechsel wurde in diesem Fall durch im Vergleich zur Serienversion vergrößerte Radausschnitte ermöglicht. Die Croisette wurde in zwei Serien produziert. Die erste Serie (1958/1959) entstand in 25, die zweite (1960–1962) in 27 Exemplaren. Das geschlossene Gegenstück zur Croisette ist das Coupé Le Paris.

##### Palm Beach
Der Palm Beach ersetzte ab 1963 die Croisette. Der Vorgänger war ein voll viersitziges Cabriolet. Anders als die Croisette und das Cabrio Usine hatte der Palm Beach zwei hintere Seitenfenster und ein schmaleres Verdeck. Die Seitenfenster – auch die hinteren – waren je nach Ausführung manuell oder elektrisch versenkbar, so dass bei geschlossenem Verdeck der Eindruck eines Hardtops entstand. Die Linie des Kofferraums entsprach in den ersten Jahren derjenigen der Serien-DS; ab 1964 hatte der Palm Beach, wie auch sein Nachfolger Concorde, stilisierte Heckflügel. Im Zuge der Weiterentwicklung der serienmäßigen DS übernahm der Palm Beach auch dessen Frontgestaltung einschließlich der mitlenkenden Scheinwerfer und der versenkten Türgriffe. Der Palm Beach blieb bis 1970 in Produktion. In drei Serien entstanden insgesamt 30 Exemplare.

##### Le Caddy
Der 1960 vorgestellte Le Caddy war eine 2+2-sitzige Cabrioletversion der DS. Die äußeren Maße entsprachen der serienmäßigen Limousine und dem Cabriolet La Croisette. Beim Le Caddy war aber die Rücksitzbank weit nach vorn gerückt, so dass das Verdeck knapper geschnitten werden konnte. Le Caddy war bis 1968 in Produktion. Das Modell machte alle technischen und äußeren Veränderungen der Serien-DS mit. Insgesamt fertigte Chapron 34 Fahrzeuge dieses Typs. Das geschlossene Gegenstück des Le Caddy war das Coupé Le Dandy.

#### Coupés
Parallel zu den Cabriolets bot Chapron auch eine Reihe unterschiedlicher Coupés auf der Basis der DS an, die stilistisch an die Cabriolets angelehnt waren. Folgende Versionen entstanden:

##### Le Paris

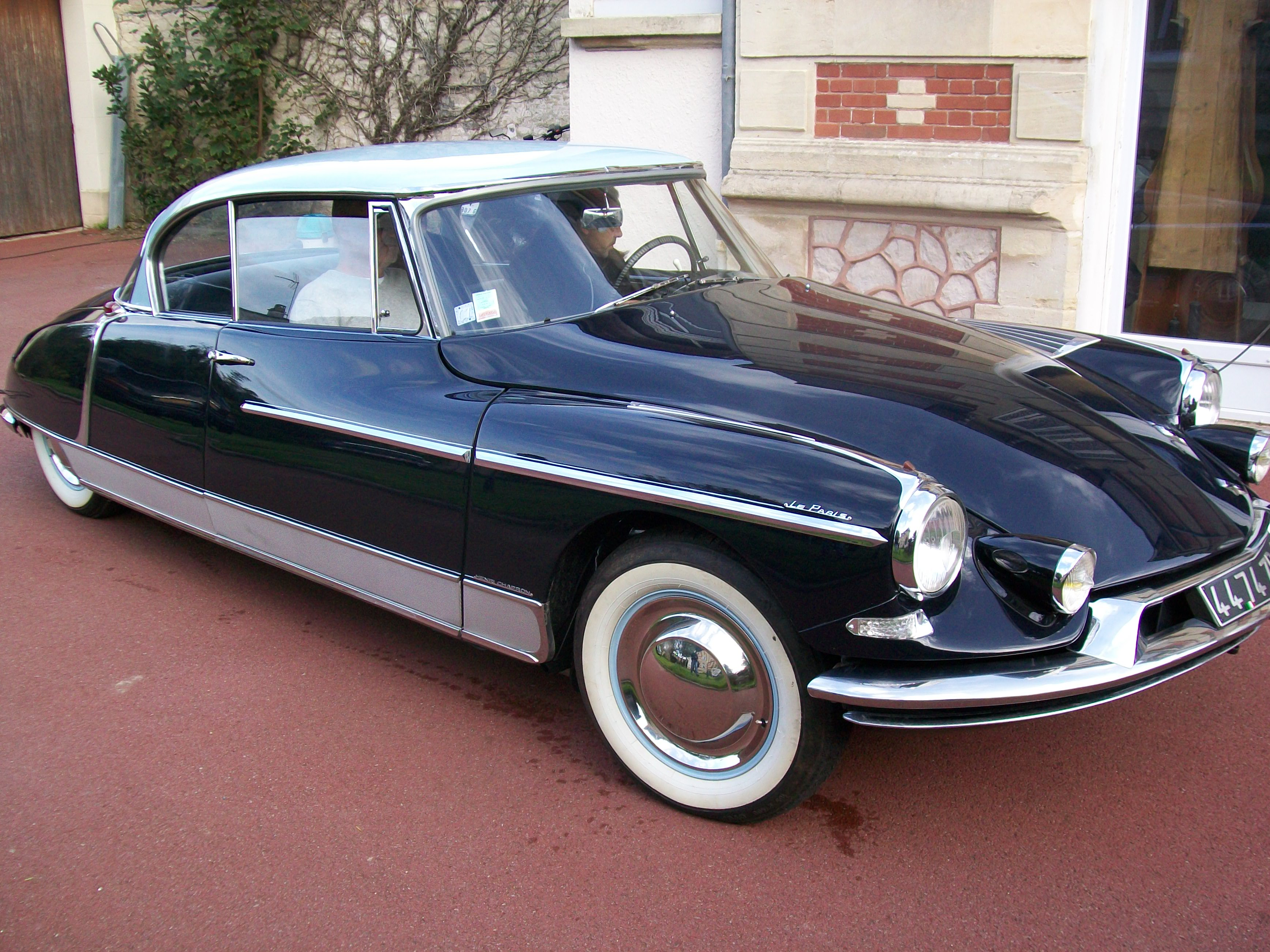
Mit hinteren Seitenfenstern: Coupé Le Paris auf der Basis der Citroën DS

Der Le Paris war das erste Coupé, das Chapron auf der DS-Basis verwirklichte. Als voll viersitziges Fahrzeug war er das geschlossene Pendant zum Cabriolet Croisette. Der Le Paris hatte ein festes Hardtop. Die hinteren Seitenteile waren verglast; die Scheiben konnten nicht abgesenkt werden. Die C-Säule hatte die Form eines Dreiecks. Das Heckfenster war als Panoramascheibe gestaltet; sie wurde exklusiv für Chapron hergestellt. Das Design der hinteren Kotflügel folgte dem des Cabriolets Croisette: Bei den ersten Modellen war der Spalt zwischen verschweißter Hecktür und Kotflügel offen sichtbar; später war er durch einen breiten Chromstreifen verdeckt. Chapron stellte den Le Paris auf dem Pariser Automobilsalon im Oktober 1958 öffentlich vor. Das Modell blieb bis 1960 im Angebot. In dieser Zeit entstanden neun Exemplare des Le Paris. 1959 kostete das Fahrzeug 798.000 alte Französische Francs. Sein Nachfolger war der äußerlich sehr ähnliche Concorde.

##### Concorde

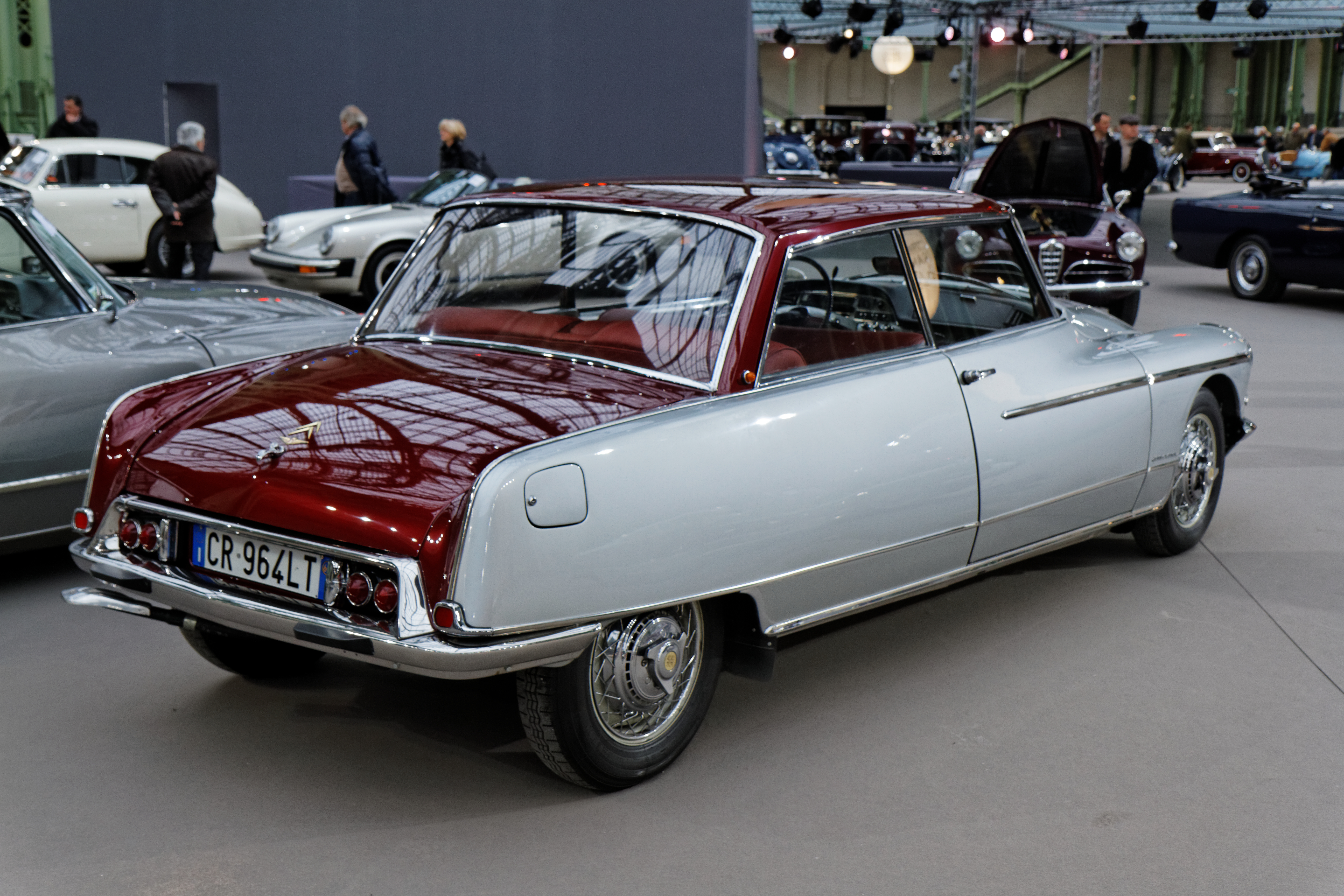
Citroën DS19 Concorde Coupé

Das 1960 vorgestellte Coupé Concorde war nach dem im Zentrum von Paris gelegenen Place de la Concorde benannt. Es war der Nachfolger des Le Paris. Er entsprach konzeptionell und technisch dem Vorgänger, hatte also ebenfalls vier vollwertige Sitze. Die Dachlinie war neu gestaltet worden: Anstelle des rundlichen Aufbaus des Le Paris hatte der Concorde eine schmale, geradlinige C-Cäule, deren Neigungswinkel im Laufe der Jahre leicht variierte. Die Fensterfläche im Fondbereich war gegenüber dem Vorgänger deutlich größer. Die Linie des Kofferraums entsprach in den ersten Jahren der des Serien-DS; ab 1964 hatte der Concorde – parallel zum Cabriolet Palm Beach – stilisierte Heckflügel. Bis 1967 entstanden 38 Exemplare.

##### Le Léman

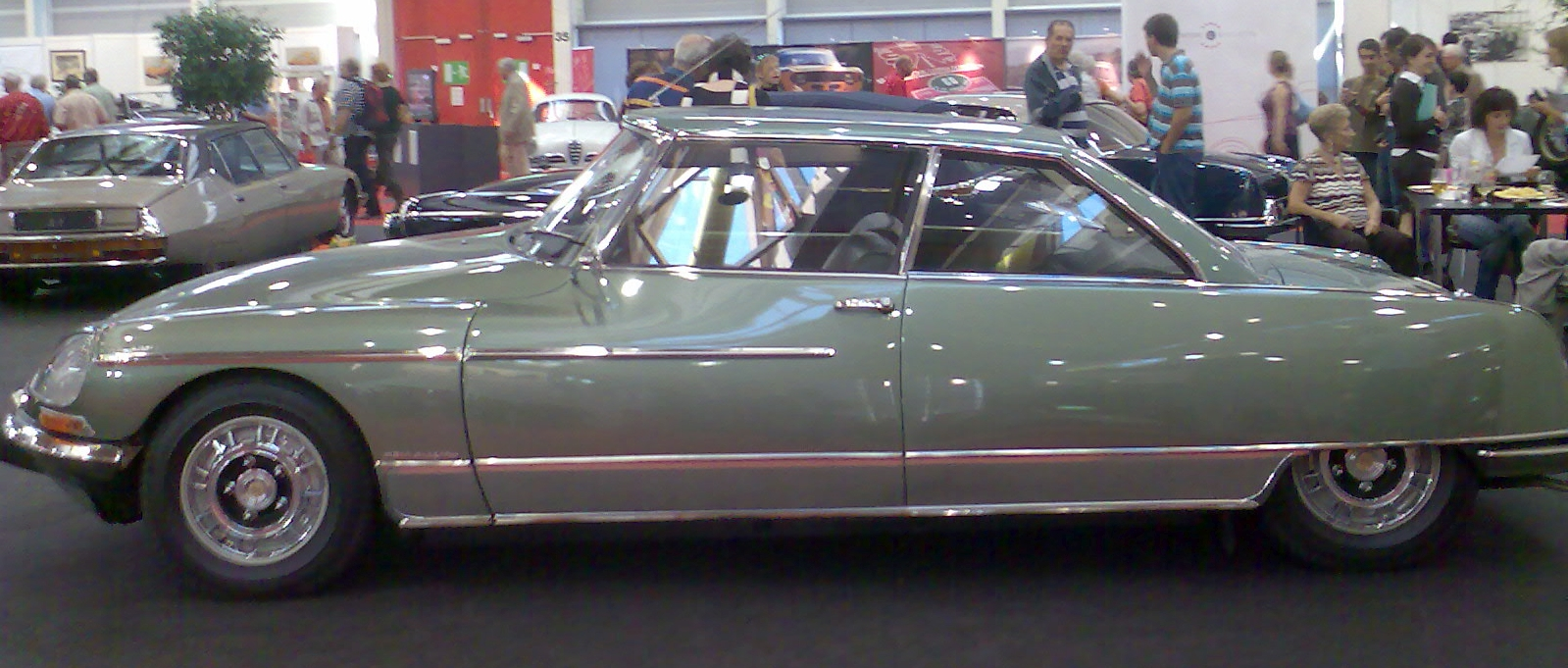
Stark geneigte C-Säule: Coupé Le Léman

Das nach dem Genfersee benannte Coupé Le Léman erschien 1966. Anfänglich trat der Léman neben den Concorde; nach deren Produktionseinstellung 1967 bzw. 1968 war er Chaprons einziges verbliebenes DS-Coupé. Der Léman war ebenso wie der Concorde ein viersitziges Coupé, hatte aber im Vergleich dazu eine deutlich stärker geneigte C-Säule. Wie der Concorde übernahm auch der Léman im Herbst 1967 die neue Frontpartie der DS mit verglasten, zum Teil mitlenkenden Scheinwerfern. Das Fahrzeug war von Anfang an mit kleinen Finnen am Heck ausgestattet. Ein einzelnes Exemplar aus dem letzten Produktionsjahr wurde auf Wunsch des Kunden mit einer gerade geschnittenen Heckpartie versehen, die der der Limousine Lorraine entsprach; sie hatte Rückleuchten vom Peugeot 204. Chapron fertigte 25 Exemplare vom Le Léman.

##### Le Dandy

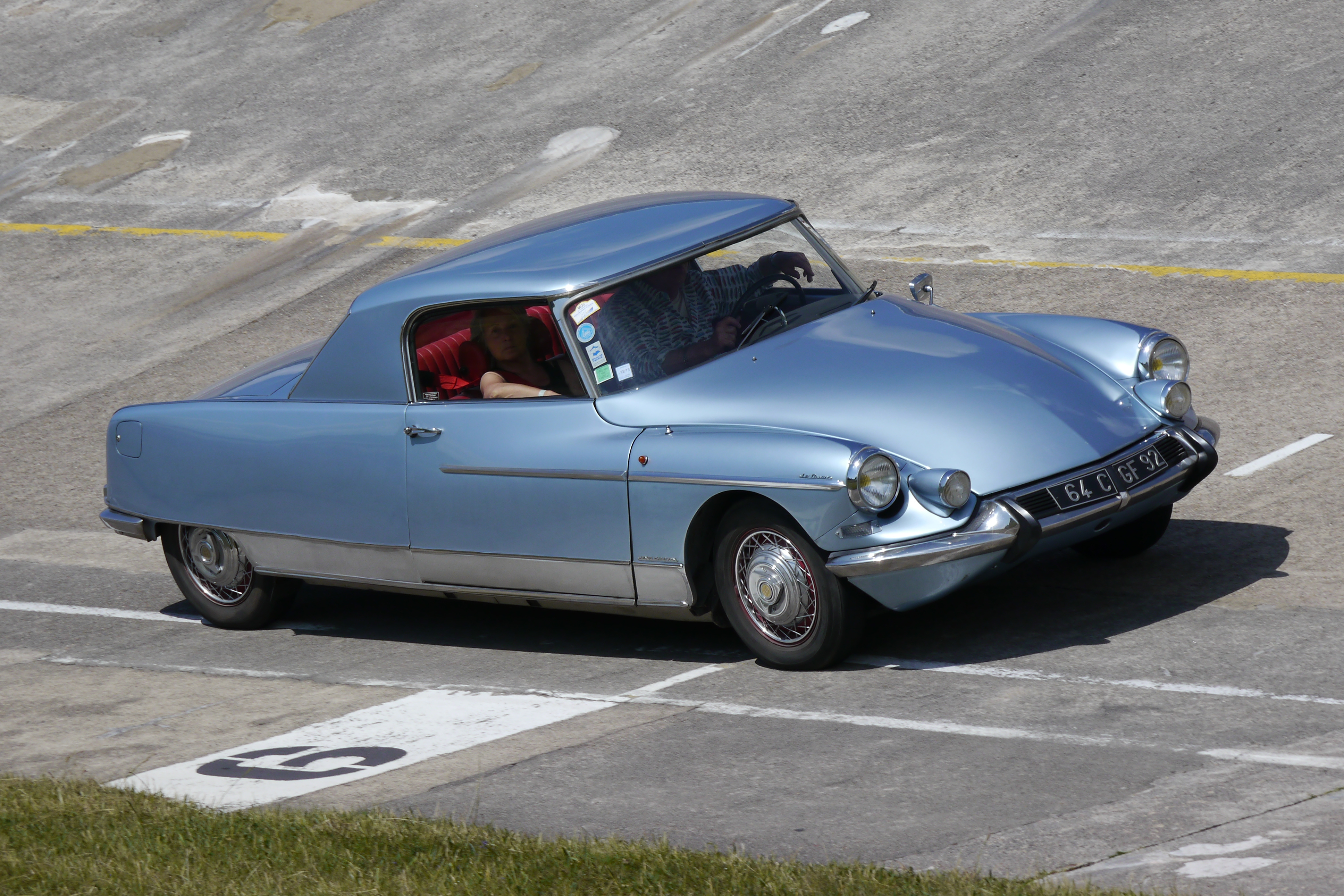
Ohne hintere Seitenfenster: Coupé Le Dandy

Le Dandy (1960 bis 1968): Der Le Dandy, der eine bereits seit den 1930er Jahren von Chapron verwendete Modellbezeichnung nutzte, war ein 2+2-sitziges Coupé. Anders als Chaprons übrige Coupé-Versionen hatte Le Dandy keine hinteren Seitenscheiben, sondern eine metallverkleidete B-Säule. Von ihm entstanden 49 Fahrzeuge.

#### Limousinen

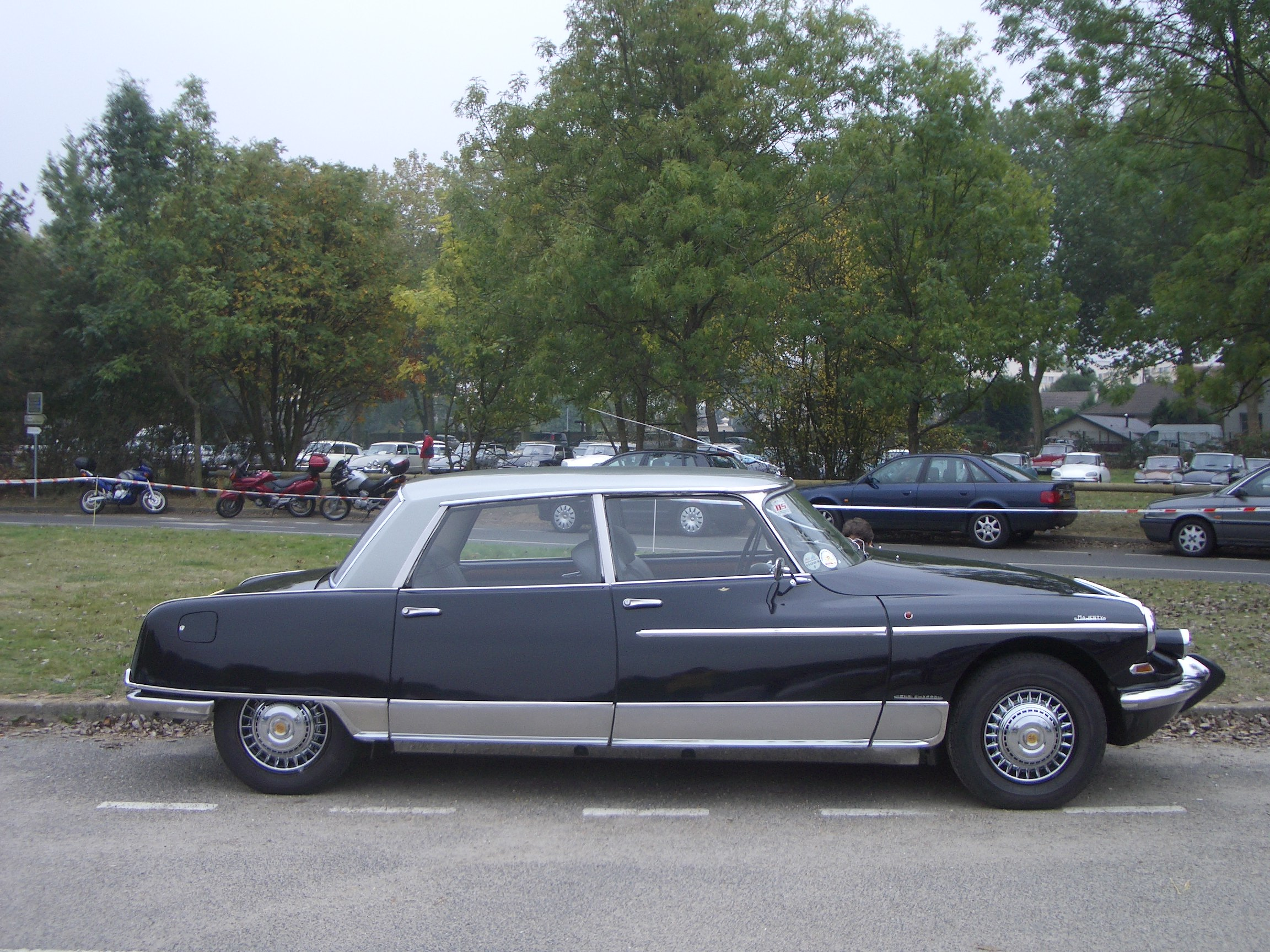
Chapron Majesty

Chapron baute schließlich zwischen 1965 und 1974 mehrere viertürige Limousinen auf der Basis der DS, die jeweils eigenständige Linien hatten. Zu ihnen gehörte die 1968 hergestellte DS Présidentielle, ein 6,4 Meter langes Repräsentationsfahrzeug mit stark verfremdeten Linien und einem Stufenheck, die von Charles de Gaulle gelegentlich bei offiziellen Anlässen genutzt wurde. Die Présidentielle wurde 1976 verkauft. Weitere Limousinen waren die DS 21 Chapron Majesty (25 Exemplare) und die Lorraine (19 Exemplare).

### Sonderaufbauten für den Citroën SM
Als 1970 der Citroën SM erschien, entwickelte Chapron sowohl ein Cabriolet als auch eine viertürige Limousine auf der Basis des großen Coupés. Beide Chapron-Versionen wurden nur in geringen Stückzahlen realisiert.

#### Mylord

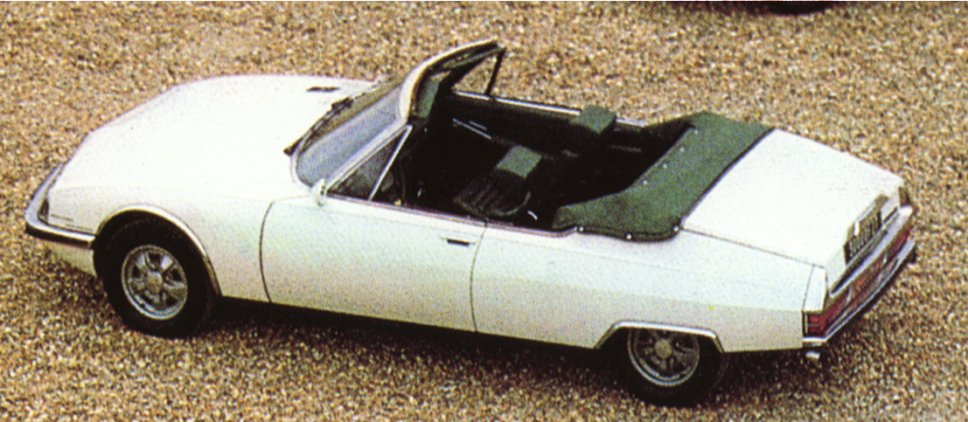
Citroën SM Mylord (1971)

Der SM Mylord war als zweitüriges Vollcabriolet – also ohne Überrollbügel – gestaltet. Er erhielt eine Stufenheck-Karosserie mit kleiner Kofferraumklappe, die am Heckabschluss das Design des Original-Fahrzeugs – insbesondere das hochgesetzte Kennzeichen – authentisch aufgriff. Der Prototyp des Mylord wurde auf dem Pariser Automobilsalon 1971 vorgestellt, ein Jahr später begann der Verkauf.
Die Produktion war aufwändig. Chapron erhielt von Chausson eine serienmäßige Rohkarosserie. Die Technik und die Bodengruppe des SM-Coupés blieben im Wesentlichen unverändert; der Radstand wurde ebenfalls beibehalten. Die B- und C-Säulen wurden entfernt, danach installierte Chapron umfangreiche Verstärkungen im Karosseriebereich. Der modifizierte Karosseriekörper wurde zu Citroën transportiert, wo Motor, Fahrwerk und andere technische Komponenten eingebaut wurden. Abschließend wurde der Wagen erneut in Chaprons Werkstatt gebracht, um die Inneneinrichtung sowie die Lackierung vorzunehmen.
Insgesamt wurden nur wenige Mylord-Cabriolets hergestellt; die Quellenangaben variieren zwischen sieben und acht Exemplaren. Sicher ist, dass vier Fahrzeuge in Frankreich verkauft wurden; zwei weitere gingen nach Spanien, eines ins Vereinigte Königreich.

#### Opéra

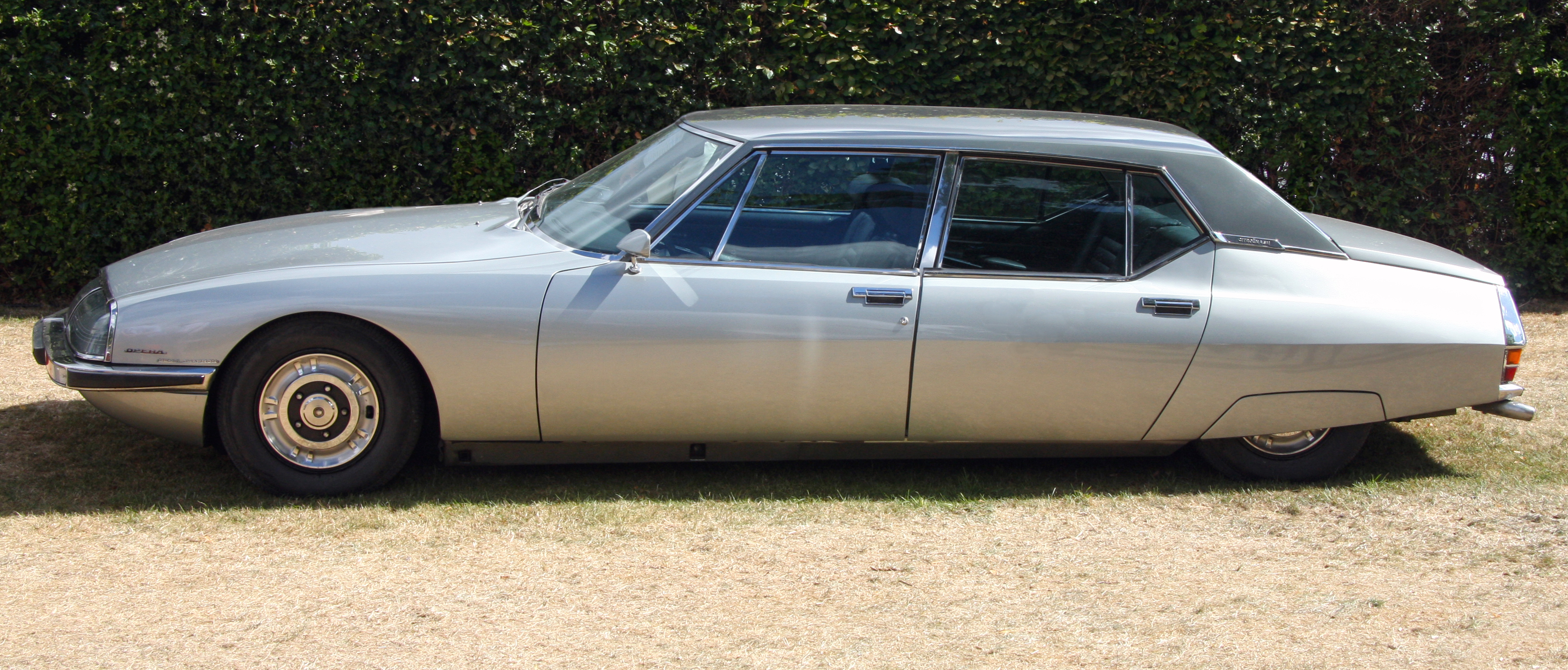
Citroën SM Opéra (1974)

Ein Jahr nach dem Cabriolet Mylord nahm Chapron die inzwischen abgeschlossenen Überlegungen des Werks auf, eine Limousinen-Version des SM zu entwickeln. Während sich Citroëns Planungen äußerlich recht weit vom SM-Coupé entfernt hatten, entwickelte Chapron eine Limousine, die dem Design des Ausgangsmodells treu blieb und letzten Endes eine verlängerte Version des SM-Coupés darstellte.
Ausgehend von einer SM-Rohkarosserie verlängerte Chapron den Radstand erheblich. Die Vordertüren wurden verkürzt und erfuhren im Bereich der Gürtellinie einige Modifikationen. Die hinteren Türen waren eine Eigenkonstruktion von Chapron. Sie nahmen die Linienführung des Coupés auf und verfügten ebenfalls über den charakteristischen Knick vor der C-Säule. Schließlich entfernte Chapron die große Heckklappe und ersetzte sie durch eine Stufenheck-Konstruktion. Das Heck entsprach wiederum dem Design des Coupés. Das Fahrzeug war sehr schwer und hatte einiges von der Handlichkeit des Coupés verloren.
Der Citroën SM Opéra wurde auf dem Pariser Automobilsalon 1972 der Öffentlichkeit vorgestellt. In den zwei folgenden Jahren stellte Chapron insgesamt acht Opéra-Limousinen her. Mindestens zwei davon sind noch erhalten. Ein Fahrzeug, das sich in exzellentem Zustand befindet, steht in den Niederlanden, ein weiteres steht in Deutschland.
In der Tradition dieses Fahrzeugs sah Jean Tastevin seine 1972 vorgestellte Limousine Monica 560.

### Die letzten Jahre
Nach dem Tod von Chapron 1978 versuchte seine Witwe, die Firma weiterzuführen. Zwischen 1972 und 1978 wurden auf Kundenwunsch weitere acht DS-Cabriolets gebaut, einige luxuriöse Varianten entstanden auf der Grundlage des Citroën CX, vereinzelt auch auf der Basis des Peugeot 604. 1985 musste die Firma jedoch die Tore schließen.